# William Livingston
William Livingston (Albany, 30 de novembro de 1723 – Elizabeth, 25 de julho de 1790) foi um político dos Estados Unidos que foi o primeiro governador de Nova Jérsei (1776-1790) durante a Guerra Revolucionária Americana. Foi também um signatário da Constituição dos Estados Unidos.
Livingston morreu em Elizabeth, e foi sepultado na Igreja da Trindade (Manhattan), sendo depois trasladado para o Green-Wood Cemetery, Brooklyn, em 7 de maio de 1844.